# Боляєнь Сиресь
Боляєнь Сиресь (ерз. Boläeń Syreś; нар. 7 травня 1958, Саранськ) — український громадський діяч, ерзянський поет і перекладач, Інязор ерзянського народу, голова товариства ерзя в Україні «Ěrzäń val» («Ерзянське слово»), співзасновник громадського руху «Вільний Ідель-Урал». Учасник   Форуму Вільних Держав Постросії.

## Сім'я та походження
Народився як Олександр Григорович Болькін (рос. Александр Григорьевич Болькин) в російсько-ерзянській родині в Саранську. Мати — росіянка, батько — ерзя. Важливу роль у становленні ерзянської ідентичності Боляєня Сиреся відіграла його бабуся по батьківській лінії — Мотрона Олексіївна Бутяйкіна, яка оповідала своєму онукові казки, легенди й міфи про ерзянський народ і його героїв. Зростав у Мордовії, був піонером, комсомольцем. На першому курсі військового училища вступив у КПРС.
У 1978 році переїхав в Україну, служив на Житомирщині. Згодом пішов на навчання в Київський інститут ВПС. В Україні відчув поштовх до національного самоусвідомлення, коли на прохання знайомого університетського викладача охороняв пам'ятник Леніну «від українських радикалів». Це був Київ 90-х років, тоді до Сиреся підійшов В'ячеслав Чорновіл. В'язень мордовських таборів розчув особливий акцент співрозмовника і зав'язав з ним бесіду про історію та культуру народу ерзя. Чорновіл знав про ерзя більше, ніж сам Болькін. Тоді Боляєнь став багато чого пригадувати. Наприклад, як його бабця Мотрона Олексіївна наспівувала народні пісні й розповідала малому Сиресю казки про багатоголового змія, якого здолали ерзянські леґені. Після розмови з Чорноволом вирішив охороняти не Леніна, а рідну культуру.

## Товариство «Ерзянь Вал»
Сиресь Боляєнь створив у Києві товариство «Ěrzäń val» (укр. «Ерзянське слово»), яке об'єднало ерзян та їхніх нащадків у столиці України. До початку російсько-української війни (2014) активісти товариства видавали книжки ерзянською мовою, укладали електронний ерзянсько-російський словник. У рамках діяльності товариства Боляєнь зміцнює українсько-ерзянські зв'язки, наприклад перекладає ерзянською українські пісні й українську поезію. Активно дописує в незалежну газету «Ерзянь Мастор».

## Революція гідності та війна на Донбасі
Учасник Революції гідності, як волонтер привозив із друзями-ерзянами дрова на Майдан Незалежності для обігріву наметів. В останні, найнебезпечніші дні, був на Майдані разом із сином та друзями. Ще до того, на Банковій, його жорстоко побили «беркутівці». Одержав чотири глибоких рани на голові, тріщину черепа, струс мозку, три зламані ребра. З початком війни на Донбасі їздив до зони проведення АТО як волонтер. Пізніше був мобілізований до лав 10-ї гірсько-штурмової бригади Збройних Сил України, брав участь у бойових діях.

## Громадський рух «Вільний Ідель-Урал»

Засновники руху «Вільний Ідель-Урал» зліва направо: Сиресь Боляєнь, Ростислав Мартинюк (українець, член київського товариства «Ерзянь Вал»), Рафіс Кашапов та Ільмір Імаєв. Київ, 21 березня 2018 р.

Сиресь Боляєнь під час пікету під стінами посольства РФ на підтримку Даніса Сафаргалі. 16 травня 2018 року

21 березня 2018 р. Боляєнь разом зі своїм татарським соратником Рафісом Кашаповим і українським фіно-угористом Ростиславом Мартинюком провели в київському прес-центрі «Главком» брифінг, на якому заявили про створення громадського руху «Вільний Ідель-Урал». Відповідаючи на запитання журналістів, Сиресь звинуватив Москву в тому, що вона не тільки викачує з Ідель-Уралу ресурси, використовуючи її територію як сировинний придаток, а й проводить щодо корінних народів політику агресивної русифікації.
Неодноразово порушував перед владою Республіки Мордовія проблему русифікації ерзян, клопотав про посилення ролі ерзянської мови в суспільстві, зокрема просив Міністра культури Республіки Мордовія дублювати світову кінокласику державними мовами республіки — ерзянською та мокшанською. Пропозиції Боляєня не одержали підтримки республіканської влади, але викликали жваві обговорення в середовищі корінних народів РФ.
Автор низки звернень від імені «Вільного Ідель-Уралу» до міжнародних організацій. Так, у січні 2019 р. звернувся до Верховного Комісара ОБСЄ у справах національних меншин допомогти ерзянам установити пам'ятник своєму національному героєві — Інязору Пургазу. Пізніше з цього самого приводу звертався до Офісу Верховного комісара ООН з прав людини. У своїх звернення просив адресатів «допомогти реалізувати право ерзянського народу на збереження ерзянської культури і вшанування власних національних героїв».
За інформацією The Jamestown foundation, причетний до лобіювання та відіграв одну з ключових ролей в ухваленні Верховною Радою VIII скликання Постанови «Про Звернення Верховної Ради України до Організації Об’єднаних Націй, Парламентської Асамблеї Ради Європи, Парламентської Асамблеї НАТО, Парламентської Асамблеї ОБСЄ, національних парламентів держав світу щодо засудження порушення прав корінних народів у Російській Федерації та на тимчасово окупованих нею територіях України».

## Обрання Інязором

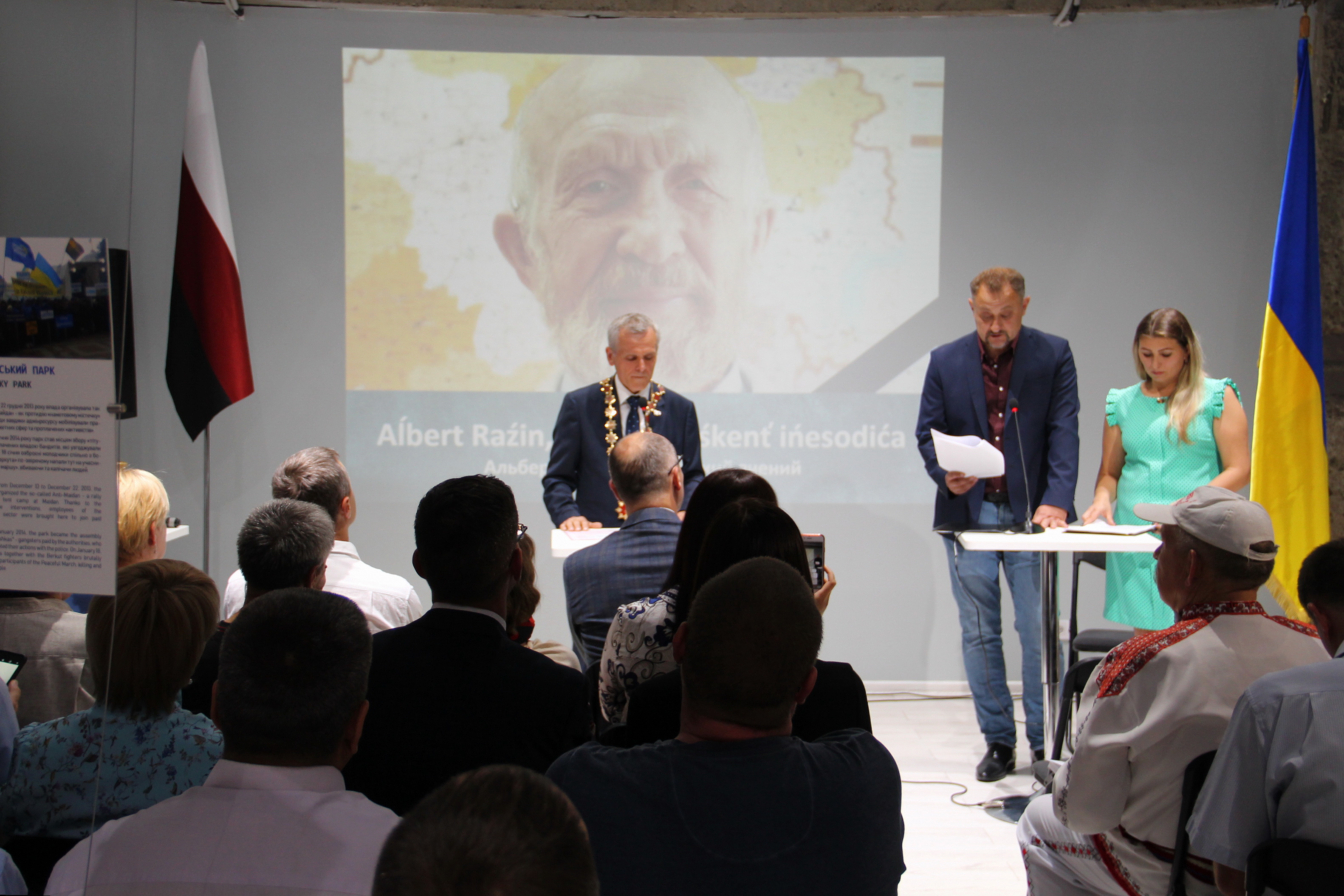
Інавгурація Інязора ерзянського народу Сиреся Боляєнь, 12 вересня 2019 р. За спиною С. Боляєня — портрет удмуртського вченого Альберта Разіна.

13 липня 2019 року, в Ерзяно-Мокшанії (Республіці Мордовія) відбувся Раськень Озкс — родове моління ерзянського народу. Крім церемоніальної, Раськень Озкс відіграє важливу суспільну роль. Напередодні моління збирається Рада старійшин — Атянь Езєм, яка обговорює найважливіші проблеми життя народу. На період до проведення наступного Раськень Озкс члени Атянь Езєм таємним голосуванням обирають головного старійшину — Інязора. Шість разів поспіль Інязором ерзянського народу ставав Кшуманцянь Пірґуж. Однак у 2019 р. Атянь Езєм довірив виконання цієї місії Сиресю Боляєнь. Нового Інязора підтримали 12 з 18 старійшин. З огляду на загострення політичних репресій проти активістів національних рухів в Російській Федерації, ерзя ухвалили рішення провести церемонію інавгурації нового Інязора на еміграції — в Україні.
12 вересня 2019 року, в київському Будинку профспілок відбулась урочиста церемонія приведення до присяги нового лідера ерзянського національного руху. Церемонія інавгурації відбулась за участі делегації ерзян з Росії, представників ерзянських діаспор, а також українських політиків і дипломатів. Член київської громади ерзян Ожомасонь Кірдя розповів, що до останнього моменту місце проведення урочистого заходу, організованого ерзянською діаспорою України, тримались у таємниці: «Готуючись до цієї події, ми вирішили, що інавгурація нового Інязора має відбутися у символічному місці, пов'язаному із боротьбою за свободу, із гідністю та правами людини. Саме тому ми обрали Інформаційний центр Музею Майдану — залу в Будинку профспілок, який став символом боротьби українців за свободу і гідність».
Ведуча церемонії виступала ерзянською, також здійснювався послідовний переклад усіх виступів українською мовою. Присутні вшанували хвилиною мовчання удмуртського вченого Альберта Разіна, який 10 вересня, на знак протесту проти політики русифікації, учинив самоспалення біля будівлі Державної ради Удмуртії.
Серед почесних гостей церемонії інавгурації були народний депутат України, секретар Комітету з питань закордонних справ Верховної Ради України Соломія Бобровська; народний депутат України, екс-спікер Верховної Ради України Андрій Парубій; муфтій Духовного управління мусульман України «Умма» Саїд Ісмагілов; член Меджлісу кримськотатарського народу Ескендер Барієв; екс-глава Комітету у закордонних справах Верховної Ради України Ганна Гопко, політики Ігор Луценко, Остап Єднак, Юрій Сиротюк; українські науковці та журналісти.
Кшуманцянь Пірґуж — попередній Інязор, який обіймав цю посаду з 1999 р., вручив своєму наступникові колар — нагрудний знак, що є символом влади. Боляєнь Сиресь склав присягу Інязора на Мастораві (ерзянському національному епосі).

### Виступ в ООН
21 квітня 2021 Сиресь Боляєнь, в складі української делегації, виступив на XX сесії Постійного форуму ООН з питань корінних народів. У соєму виступі він гостро розкритикував Москву і закликав міжнародну спільноту посилити тиск на Російську Федерацію через її політику щодо національних республік. Цей виступ став першим, який виголосили в ООН ерзянською мовою, при цьому було забезпечено синхронний переклад англійською. У своїй промові С. Боляєнь наголосив:

| Ерзя може пережити пандемію COVID-19, але не може вижити в Російській Федерації. Тільки міжнародний тиск на Москву може захистити нас від останньої фази етноциду |
Також С. Боляєнь надав секретаріату Форуму заяву про порушення прав корінних народів в Російській Федерації, в якій описані численні політично вмотивовані переслідування та репресії проти лідерів та активістів національних рухів татар, інгушів, калмиків та бурятів.
Виступ ерзянського Інязора одержав широкий суспільний резонанс в українських ЗМІ. Промова Боляєня привернула американського політолога Пола Гобла, української письменниці Оксани Забужко, а також викликала обурення серед лояльних до Москви організацій фіно-угорських народів. Як зазначив сам Боляєнь, Асоціація фіно-угорських народів Росії через його виступ відмовилася брати участь у Всесвітньому конгресі фіно-угорських народів.

### Політичні заяви
У січні 2022 р., під час масових протестів у Казахстані, підписав публічну заяву "Народи Російської Федерації солідарні з народом Казахстану!", у якій представники різних національних рухів корінних народів Російської Федерації звернулись до своїх співвітчизників із закликом не їхати до Казахстану в складі так званого "миротворчого контингенту ОДКБ". Заява набула резонансу як в російських, так і в іноземних ЗМІ, її підписали діячі не лише ерзянського, але й татарського, башкирського, чеченського, інгуського, калмицького, козацького національних рухів.

## Міжнародний фінно-угорський рух
Сиресь Боляєнь відомий своєю критичною позицією щодо політики мордвинизації — намагань російської влади представити ерзян та мокшан єдиним народом — мордовю. У питаннях взаємин ерзян та мокшан послідовно виступає з позицій, проголошених Марізь Кемаль: "kavto keĺt́ — kavto raśket́" (ерз. "дві мови — два народи"). Тобто не лише вважає ерзян та мокшан окремими самодостатніми націями, але й стверджує, що федеральна політика мордвинизації та формування "єдиної мордовської мови" сприяє денаціоналізації як ерзян, так і мокшан.     

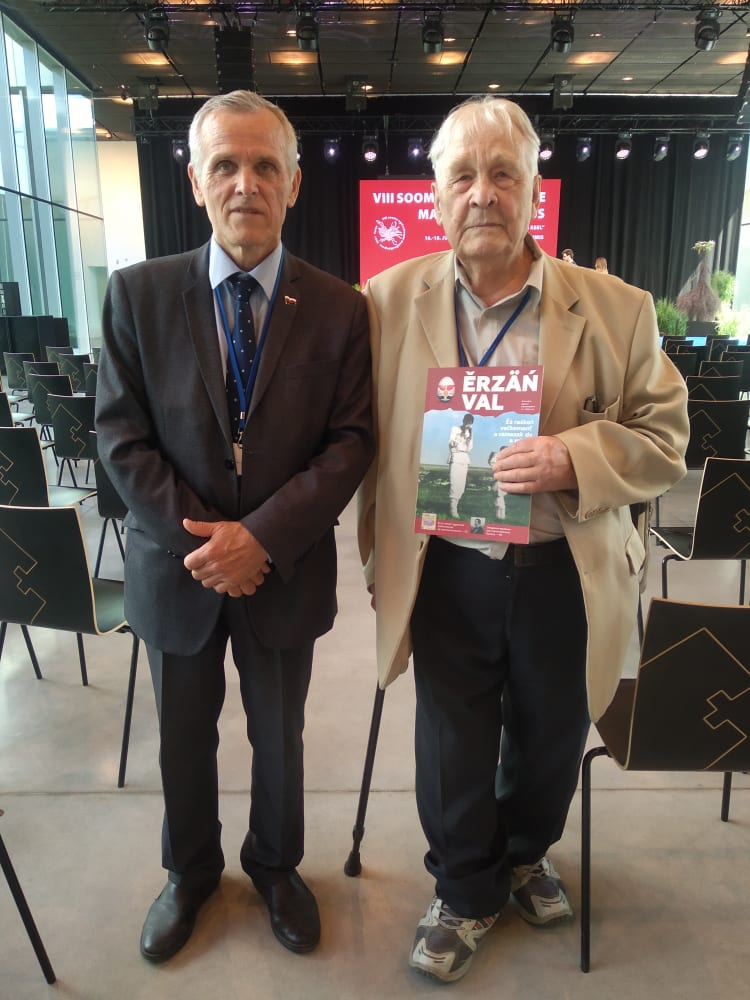
Головний старійшина ерзян Сиресь Боляєнь та естонський писмьенник Арво Валтон, який тримає у руках журнал «ĚRZÄŃ VAL». VIII Всесвітній конгрес фінно-угорських народів. Тарту, 2021.

У 2012 р. Сиресь Боляєнь, спільно з ерзянським поетом Ерюшем Вєжаєм влаштували демонстрацію на церемонії відкриття VI Всесвітнього конгресу фінно-угорських народів у м. Шиофок, Угорщина. Ерзя були невдоволені формуванням єдиної делегації "мордовського народу", а не окремих делегацій ерзі та мокші. Учасники пікету заявили, що їх було не допущено до роботи Конгресу через тиск Москви. Сиресь Боляєнь та Ерюш Вежай, вдягнуті у футболки із національною символікою, розтягнули в холі готелю великий ерзянський прапор та скандували ерзянською "Слава Країні Ерзян!". Очільник Консультативного комітету фіно-угорських народів Валерій Марков був змушений виправдовуватись, однак визнав, що заявку ерзян одержали, переслали владним структурам Республіки Мордовія, а мордовська влада вже сама вирішувала кого слід відправляти на Конгрес, а хто недостойний їхати на високий представницький форум. Також В. Марков висловив незадоволення системою відбору делегатів, адже схожі з ерзянськими були проблеми й в делегатів від марі та удмуртів.
На посаді Інязора він продовжив добиватися участі ерзян як окремої національної делегації у Всесвітньому конгресі фінно-угорських народів. У 2020 р. був одним із п'яти делегатів, обраних Атянь Езєм (ерз. Рада старійшин), для участі в Конгресі. Категорично відкинув пропозицію Консультативного комітету фіно-угорських народів узгодити склад ерзянської делегації з колишнім заступником міністра культури і туризму Республіки Мордовія Ніколаєм Храмовим та членом президії Асоціації фінно-угорських народів Росії (АФУН) Міхаілом Якунчевим. Публічно звернувся до міністра закордонних справ Естонії Еви-Марії Лійметс, заявивши, що ерзянських делегатів обирає Атянь Езєм, що підзвітний ерзянам, а не російській владі. Невдовзі після цього був прийнятий послом Естонії в Україні Каімо Кууском та вирушив на VIII Всесвітній конгрес фінно-угорських народів в Тарту в якості спостерігача без права голосу та можливості впливати на ухвалення підсумкових документів. Домігся підняття перед будівлею Естонського національного музею, де відбувалась церемонія відкриття VIII Всесвітнього конгресу фінно-угорських народів, національного прапору ерзян поряд з іншими прапорами фінно-угорських народів. На Конгресі провів окремий брифінг, на якому гостро розкритикував національну політику РФ і заявив, що Всесвітній конгрес фінно-угорських народів перебуває в глибокій кризі і потребує реформування.

### Естонія
В якості Інязора (головного старійшини ерзянського народу) неодноразово відвідував Естонію з метою участі у заходах міжнародного фінно-угорського руху та привернення уваги естонської громадськості і політиків до проблем ерзянського народу. У своїх інтерв'ю та публічних заявах звертається до естонців як до спорідненого народу, а боротьбу естонців за власну державність називав "дороговказом для ерзян". Був один із лідерів національних рухів корінних народів РФ, які підписали публічне звернення до Рейгікогу, у якому РФ обвинувачено у переслідуванні національних активістів та зроблено заклик до посилення санкційного тику на Москву.

## Нагороди та відзнаки
- Лауреат Ерзянської літературної премії (2014)[33].

## Інтерв'ю
- Громадське. Россия уничтожает языки коренных народов (аудіо) — 03.08.2018 [Архівовано 6 жовтня 2018 у Wayback Machine.]
- Главком. Чим далі від російської мови, тим більше миру — 18.08.2018 [Архівовано 22 лютого 2020 у Wayback Machine.]
- Oĺačiv Rav-Ural. Kevkst́emat raśkeń Ińazoront́eń — 13.09.2019 [Архівовано 26 вересня 2019 у Wayback Machine.]
- Свободный Идель-Урал. «В имперском государстве будущего для эрзянского народа нет» — 22.10.2019 [Архівовано 25 січня 2022 у Wayback Machine.]
- ATR. Про історичні паралелі між долями ерзя та кримських татар (відео) — 25.10.2019 [Архівовано 25 лютого 2020 у Wayback Machine.]
- Росія веде війну з усім вільним світом, — Сиресь Боляєнь, Інязор ерзянського народу // ВІДЕО
- Інязор народу ерзя Сиресь Боляєнь: "Україні потрібно постійно пам’ятати, що вона має союзника всередині Росії – національні рухи". Цензор.НЕТ. — 27.06.2021 [Архівовано 27 червня 2021 у Wayback Machine.]